# مورغان ديكس
مورغان ديكس (بالإنجليزية: Morgan Dix)‏ هو رجل دين ‏ أمريكي، ولد في 1 نوفمبر 1827 في نيويورك في الولايات المتحدة، وتوفي بنفس المكان في 29 أبريل 1908.